# کف نویز

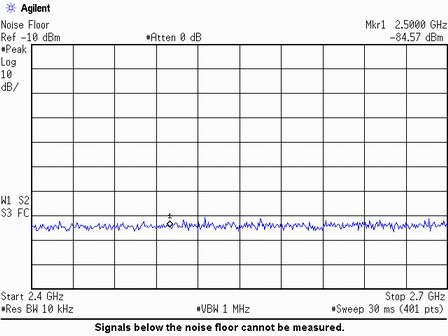
اندازه‌گیری از تحلیل‌گر طیف که کف نویز را نشان می‌دهد.

در نظریه سیگنال، کف نویز اندازه‌گیری سیگنال ایجاد شده از مجموع تمام منابع نویز و سیگنال‌های ناخواسته در یک سیستم اندازه‌گیری است، جایی که نویز به عنوان هر سیگنال دیگری غیر از سیگنال تحت نظارت تعریف می‌شود.
در مخابرات رادیویی و الکترونیکی، این ممکن است شامل نویز حرارتی، جسم سیاه، نویز کیهانی و همچنین نویز جو از طوفان‌های دور و متشابه و هرگونه سیگنال‌های مصنوعی ناخواسته باشد که گاهی اوقات به عنوان نویز اتفاقی شناخته می‌شود. اگر نویز غالب در تجهیزات اندازه‌گیری ایجاد شود (به عنوان مثال توسط یک گیرنده با شکل نویز ضعیف)، این یک نمونه از کف نویز دستگاهی است، در مقایسه با کف نویز فیزیکی. این اصطلاحات همیشه به وضوح تعریف نشده‌اند و گاهی اوقات اشتباه گرفته می‌شوند.
اجتناب از تداخل بین سیستم‌های الکتریکی موضوع متمایز سازگاری الکترومغناطیسی (EMC) است.
در یک سیستم اندازه‌گیری مانند لرزه‌نگار، کف نویز فیزیکی ممکن است توسط نویز اتفاقی تنظیم شود، و ممکن است شامل ترافیک پا در مجاورت یا جاده نزدیک باشد. کف نویز کوچک‌ترین اندازه‌گیری که می‌توان با اطمینان انجام داد را محدود می‌کند، زیرا هر دامنه اندازه‌گیری شده به‌طور متوسط نمی‌تواند از کف نویز کمتر باشد.
یک روش معمول برای پایین آوردن کف نویز در سیستم‌های الکترونیکی خنک کردن سیستم برای کاهش نویز حرارتی است، زمانی که این منبعِ اصلی نویز است. در شرایط خاص، می‌توان با استفاده از روش‌های پردازش سیگنال دیجیتال، سطح نویز را نیز به‌طور مصنوعی کاهش داد.
سیگنال‌هایی که در زیر کف نویز قرار دارند را می‌تواند با استفاده از روش‌های مختلف مخابرات طیف گسترده آشکار شود، که سیگنال یک پهنای‌باند اطلاعات خاص عمداً در حوزه فرکانس گسترده می‌شود و منجر به ایجاد سیگنالی با پهنای‌باند اشغال‌شده پهن‌تر می‌شود.